# Рифтин, Борис Львович
Бори́с Льво́вич Ри́фтин (китайский псевдоним — 李福清, пиньинь: Lǐ Fúqīng, палл.: Ли Фуцин; 7 сентября 1932, Ленинград — 3 октября 2012, Москва) — советский и российский филолог-китаист, член-корреспондент АН СССР с 29 декабря 1987 года по Отделению литературы и языка (литературоведение), академик РАН с 29 мая 2008 года. Главный научный сотрудник Отдела литератур Азии и Африки ИМЛИ РАН.

## Биография
Родился в семье служащего в 1932 году в Ленинграде. В 1955 году окончил восточный факультет ЛГУ. С февраля 1956 г. — научный сотрудник Института мировой литературы РАН. Совершенствовал знания в Пекинском университете (1965—1966).
Кандидат филологических наук (09.10.1961, по монографии «Сказание о Великой стене и проблема жанра в китайском фольклоре»). Доктор филологических наук (12.06.1970, диссертация «Историческая эпопея и фольклорная традиция в Китае: устные и книжные версии „Троецарствия“»). Лауреат Государственной премии СССР за работу над энциклопедией «Мифы народов мира» (1990).
Б. Л. Рифтин — один из крупнейших специалистов по литературе Китая, стран Дальнего Востока и Центральной Азии. Им сформулированы принципы типологии средневековых литератур, предложена новая методика анализа прозаического произведения, впервые описана структура китайского сказа, разработаны принципиально новые приёмы сравнения письменных и устных вариантов средневековых романов. Владимир Яковлевич Пропп поддерживал предложенную Б. Л. Рифтиным методику «сопоставления вариантов китайского прозаического сказа с разбивкой на отдельные действия», так и «введение новых терминов („узлы“, „интервалы“, „плоскости повествования“)». Большинство его работ посвящено не изучавшимся в синологии темам. На основе собственных записей Б. Л. Рифтиным была написана на китайском языке фундаментальная монография о мифах аборигенов Тайваня, которая, как и другие его книги, используется в китайских университетах в качестве учебного пособия.
Цикл оригинальных работ Б. Л. Рифтина по китайско-монгольским литературно-фольклорным связям, основанных также на собственных записях, опубликован в России, Германии, Китае. Им обследованы китайские фонды библиотек 15 стран, открыты и изданы неизвестные романы, драмы XVI—XVII веков, народные книги. Его работы изданы в ряде стран, положительные отклики на его труды опубликованы в Китае, Японии, Южной Корее, Вьетнаме, США, Германии.
Б. Л. Рифтин отмечен премией Министерства образования Тайваня, он один из шести синологов мира, который за свои исследования удостоен золотой медали Министерства образования КНР, за заслуги в изучении китайской литературы — награды Союза писателей Китая. Почётный профессор Ляочэнского университета и Синьцзянского педагогического университета (КНР), профессор Нанькайского и Шаньдунского университетов (КНР).
В 1991 году принял приглашение от Даньцзянского университета приехать с коротким визитом для чтения лекций на Тайвань. В 1992—1998 годах работал на Тайване (изучал фольклор аборигенов Тайваня, преподавал), руководил научной программой «Собирание и сравнительное изучение фольклора аборигенов Тайваня», выступал с докладами, лекциями и учебными курсами в ряде других стран, многие работы опубликованы на китайском, японском, корейском, английском и немецком языках. В мае 1995 года вместе с двумя другими учёными — тайваньским исследователем проф. Пу Чжун-чэном и проф. Бай Сы-хуном из материкового Китая — был удостоен Премии Министерства образования Китайской Республики за исследования языков аборигенов Тайваня — за совместно осуществлённый ими перевод на китайский язык и подготовку к изданию на Тайване труда Николая Александровича Невского (1892—1937) «Материалы по говорам языка цоу. Словарь диалекта северных цоу».
С 2006 года заведующий отделом литератур Азии и Африки ИМЛИ РАН. Член ученого совета ИМЛИ РАН, диссертационных советов Института востоковедения РАН и Российского гуманитарного университета.
Член редакционного совета журнала «Восточная коллекция».
Похоронен в Москве на Троекуровском кладбище.

## Монографии
1. «Сказание о Великой стене и проблема жанра в китайском фольклоре», М., 1961.
2. «Историческая эпопея и фольклорная традиция в Китае. (Устные и книжные версии „Троецарствия“)». (Серия «Исследования по фольклору и мифологии Востока»). М., 1970.
3. «От мифа к роману. Эволюция изображения персонажа в китайской литературе». (Серия «Исследования по фольклору и мифологии Востока»). М., 1979.
4. «Чжунго гудянь вэньсюэ яньцзю цзай Сулянь» (Изучение китайской классической литературы в СССР). Пекин, 1987, Тайбэй, 1991.
5. «Чжунго шэньхуа гуши луньцзи» (Сборник исследований мифов и сказок Китая). Пекин, 1988, Тайбэй, 1991.
6. «Редкие китайские народные картины из советских собраний». Пекин, 1990 (совместно с Ван Шуцунем и Лю Юйшанем).
7. «Ханьвэнь гудянь сяошо луньхэн» (Критические суждения о классической прозе на китайском языке). Нанкин, 1992.
8. «Ли Фуцин лунь Чжунго гудянь сяошо» (Рифтин о китайской классической повествовательной прозе). Тайбэй, 1997.
9. «Гуань-гун чуаньшо юй „Саньго яньи“» (Предания о Гуань-гуне и роман «Троецарствие»). Тайбэй, 1997. Другое изд. Тайбэй, 1999.
10. «Цун шэньхуа дао гуйхуа: Тайвань юаньчжуминь шэньхуа гуши бицзяо яньцзю» (От мифов до рассказов о злых духах: сравнительное исследование мифов и сказок аборигенов Тайваня). Тайчжун, 1998. Дополненное изд. под названием «Шэньхуа юй гуйхуа». Пекин, 2001.
11. Сказки Китая. СПб., 2007.

Список основных научных трудов Б. Л. Рифтина (1952—2009) помещён в кн. Китай и окрестности: мифология, фольклор, литература. К 75-летию академика Б. Л. Рифтина. М.: РГГУ, 2010, с. 609—635.